# بزرگراه ساحلی دریای خزر
بزرگراه ساحلی دریای خزر یا همان بزرگراه کناره یک محور گردشگری در کنارهٔ ساحل دریای خزر می‌باشد.
شمال ایران به عنوان اولین مقصد سفر ایرانی‌ها از ضعف‌های زیر ساختی بزرگی رنج می‌برد که گفته‌می‌شود در صدر این ضعف‌ها فقدان راه و جاده مناسب و استاندارد است، در دولت نهم ایران، طرح ساخت «بزرگراه دو طبقه» در طول نوار ساحلی تصویب شد که پس از سالها، که از آن تصویب می‌گذرد، اثری از عزم دولت‌ها برای احداث این اتوبان دیده‌نشده است.
این کریدور هم‌اکنون محل ارتباط بسیاری از راه‌های جنوبی و محورهای شمال به جنوب است. این کریدور هم‌اکنون دست‌کم چهارخطه و شامل بزرگراه‌های بین شهرها و بعضی از کنارگذرهای شهرها می‌شود؛ مانند کنارگذر تالش، انزلی، لاهیجان، چالوس، ساری، بابل و نور. در مجموع محور ساحلی دریای‌خزر حدود ۴۷۸ کیلومتر است.

## تاریخچه
جاده ساحلی دریای خزر از دهه‌های گذشته به‌عنوان یک مسیر ارتباطی اصلی در شمال ایران وجود داشته، اما توسعه آن به شکل بزرگراه مدرن در دهه‌های اخیر مورد توجه قرار گرفت. پیش از انقلاب، این جاده بیشتر به‌صورت یک مسیر دوطرفه باریک بود که با افزایش گردشگری در شمال، نیاز به گسترش آن احساس شد. در دهه ۱۳۸۰، طرح‌های متعددی برای تبدیل آن به یک بزرگراه استاندارد مطرح شد.

## کنار گذرهای بزرگراه ساحلی دریای‌کاسپین
- کنارگذر چالوس
- ساری
- کنارگذر بابل
- لنگرود